# Весёлый двор
«Весёлый двор» — повесть русского писателя Ивана Бунина, опубликованная в 1912 году.

## История создания и публикации
Повесть «Весёлый двор» была опубликована в журнале «Заветы», в первом номере за 1912 год. Изначально планировалось, что она выйдет в январе, но первый номер «Заветов» смог быть напечатан только в апреле.
Работать над повестью Бунин начал приблизительно в июле 1911 года в Глотове (современная Васильевка), о чём свидетельствует сохранившийся черновик. К концу года он её закончил. В письме к старшему брату Юлию автор поведал о том, что сотрудники нового журнала, который должен выйти в январе в Петербурге, Миролюбов и Чернов, хотят видеть его повесть в своём издании. Бунин, планировавший ранее отдать его в «Вестник Европы», ответил согласием на их предложение. Первоначально повесть носила название «Мать и сын».
Будучи на Капри в канун 1912 года, Бунин читал готовую повесть Максиму Горькому, который в письме к своей жене сообщал об этом следующим образом:
С восьми часов Бунин читал превосходно написанный рассказ о матери и сыне: мать умирает с голода, а сын её, лентяй и бездельник, пьёт, пьяный пляшет на её могиле, а потом ложится под поезд, и ему отрезает ноги. Всё это в высшей степени красиво сделано, но – производит угнетающее впечатление. Слушали: Коцюбинский, у которого больное сердце, Черемнов – туберкулёзный, Золотарёв – человек, который не может найти себя, и я, – у меня болит мозг и в голове, и во всех костях. Потом долго спорили о русском народе и судьбах его

## Сюжет
Деревенский печник Егор Минаев, главный герой повести, слыл на деревне дураком, так как за свои 30 лет ничего не нажил, был лентяем, пьяницей. Курить он начал с восьми лет, изба его сгнивала всё больше и больше, а зимой в ней можно было волков морозить. Внешне он был крупным, в отличие от своей матери Анисьи, сухой и одноглазой старушки, которая сторожила избу, когда её сын в очередной раз без толку пропадал где-то.
Анисья любила своего покойного мужа, несмотря на частые побои от него. Напившись он гонялся с дубиной за женой и сыном. По этой причине и по другим тоже соседи и прозвали их дом «весёлым двором». После смерти мужа положение семьи стало ещё более удручающим, Анисье приходилось даже попрошайничать у соседей. Зимой Егор внезапно ушёл в золотари в Москву и также неожиданно вернулся совсем без денег. Весной же он нанялся сторожить лес помещика Гусева, пропав из дома.
Как-то Анисья решила проведать сына. Дорога была для неё трудной, она даже боялась умереть в пути. Добравшись до его сторожки, она не обнаружила там сына, который в это время пьянствовал с кузнецом. Вернувшись к себе Егор нашёл свою мать мёртвой. Похоронив её, он даже думал, что наступила некая полная свобода, но вскоре его одолела тоска. И не прошло и месяца после смерти матери, как Егор бросился под поезд.

## Критика
Критики отмечали в повести скрытое, но всё же чувствующееся сострадание Бунина к тяжёлой и сумрачной судьбе деревенского человека. Критик Любовь Гуревич отмечала «благородную сдержанность» бунинского слова, придающую «Весёлому двору» «величавую красоту и поэзию». В похожем ключе высказывался и критик Юлий Айхенвальд, отмечая сочувствие автора к своей героине:
И вот, когда про всё это читаешь у Бунина, то не только беспредельную жалость чувствуешь и болит сердце, болит совесть, но и бесспорным становится, что пусть сколько угодно свидетельствует о себе автор: „Я не люблю, о Русь, твоей несмелой, тысячелетней рабской нищеты“, — он всё-таки не может не любить Анисьи, он не может не испытывать к ней самой жалостливой нежности, и невольно в свою как будто бесстрастную манеру, в свое эпически невозмутимое повествование, в эти безжалостные подробности объективного рассказа он вплетает нити-нервы своего острого чувства, быть может даже — заглушённое отчаянье.
Зинаида Гиппиус оценивала сюжет как незапоминающийся, но отмечала яркие реалистичные детали, как то «заросшая травой избёнка в барском саду», «остатки воробьиной яичницы», которой питался оголодавший мужик, или странные в контексте повести околонаучные споры о неком средстве, «которым можно человека захолодить, и он уже не подлежит ни тлению, ни прению».